# Plan stratégique
Le plan stratégique est la feuille de route que se donne une organisation pour réaliser sa vision à moyen et à long terme.

## Description
Un plan stratégique va plus loin que la simple planification, puisqu’il oblige l'organisation à examiner ses contextes interne et externe, à faire des projections dans l'avenir et à déterminer les stratégies lui permettant de concrétiser sa mission et sa vision. C’est le point de départ du cycle de gestion axée sur les résultats. L’organisation met tout en œuvre afin d’accomplir ses missions et ses valeurs.
Le plan stratégique est alors le document qui renferme les objectifs généraux élaborés par les dirigeants de l’organisation, l’ensemble des actions et des stratégies qui faciliteront l’acquisition, l’utilisation et l’affectation des ressources. Il oriente les cadres vers les objectifs à atteindre. Il a pour but principal d’effectuer les choix stratégiques en canalisant des décisions en fonction des conséquences prévisibles sans en éliminer le risque. Il est le moyen de motiver les acteurs de l’organisation. Il assure la cohérence des choix stratégiques dans une approche globale et qualitative.

## Contenu
Un plan stratégique (aussi nommé plan directeur ou schéma directeur) est un document écrit qui précise, pour une période donnée, 
- les principaux objectifs d'une organisation (par exemple une entreprise)
- les principaux types d'actions et de moyens qu'elle met en œuvre pour atteindre ces objectifs.

Un séquencement dans le temps des objectifs et de la mise en œuvre est nécessaire pour passer d'une simple stratégie à un plan concret.
Le plan est normalement décliné en plans sectoriels concernant les divers projets et unités de l'organisation ayant un rôle crucial dans l'application de la stratégie. 

## Articles liés
- Analyse stratégique SWOT(ou FFOM)
- Direction par objectifs
- Modèle d'entreprise
- Plan d'affaires (business plan)
- Planification stratégique
- Stratégie d'entreprise
- Plan opérationnel